# 폭찹힐 (영화)
폭찹 고지전투(Pork Chop Hill)는 미국에서 제작된 루이스 마일스톤 감독의 1959년 전쟁, 드라마, 액션 영화이다. 그레고리 펙 등이 주연으로 출연하였고 시 바틀렛 등이 제작에 참여하였다.
1953년에 벌어진 한국전쟁의 폭찹힐 전투가 배경이다.

## 출연

### 주연
- 그레고리 펙
- 해리 가르디노
- 립 톤

### 조연
- 조지 퍼파드
- 칼 벤톤 라이드
- 제임스 에드워즈
- 밥 스틸
- 우디 스트로드
- 조지 시바타
- 노먼 펠
- 류 갤로
- 로버트 블레이크
- 클리프 케첨
- 비프 엘리어트
- 찰스 아이드먼
- 베리 엣워터
- 마틴 랜도
- 켄 린치
- 폴 코미
- 샐 라몬트
- 아벨 페르난데즈
- 케빈 하젠
- 척 헤이워드
- 존 알더먼
- 가빈 맥레오드
- 존 맥키
- 버트 렘슨
- 로버트 윌리엄스
- 윌리엄 웰먼 주니어
- 타이터스 모드
- 해리 딘 스탠튼
- 클라렌스 윌리엄스 3세

## 제작진
- 원작자: S.L.A. 마셜
- 미술: 니콜라이 라미소프
- 세트: 에드워드 G. 보일
- 배역: 린 스터마스터

## 같이 보기
- 폭찹힐 전투